# Phyllocladus trichomanoides
Phyllocladus trichomanoides är en barrträdart som beskrevs av David Don. Phyllocladus trichomanoides ingår i släktet Phyllocladus och familjen Phyllocladaceae. IUCN kategoriserar arten globalt som livskraftig.
Trädet förekommer på Nya Zeeland och har främst använts som gagnvirke.

## Underarter
Arten delas in i följande underarter:
- P. t. alpinus
- P. t. trichomanoides

## Bildgalleri

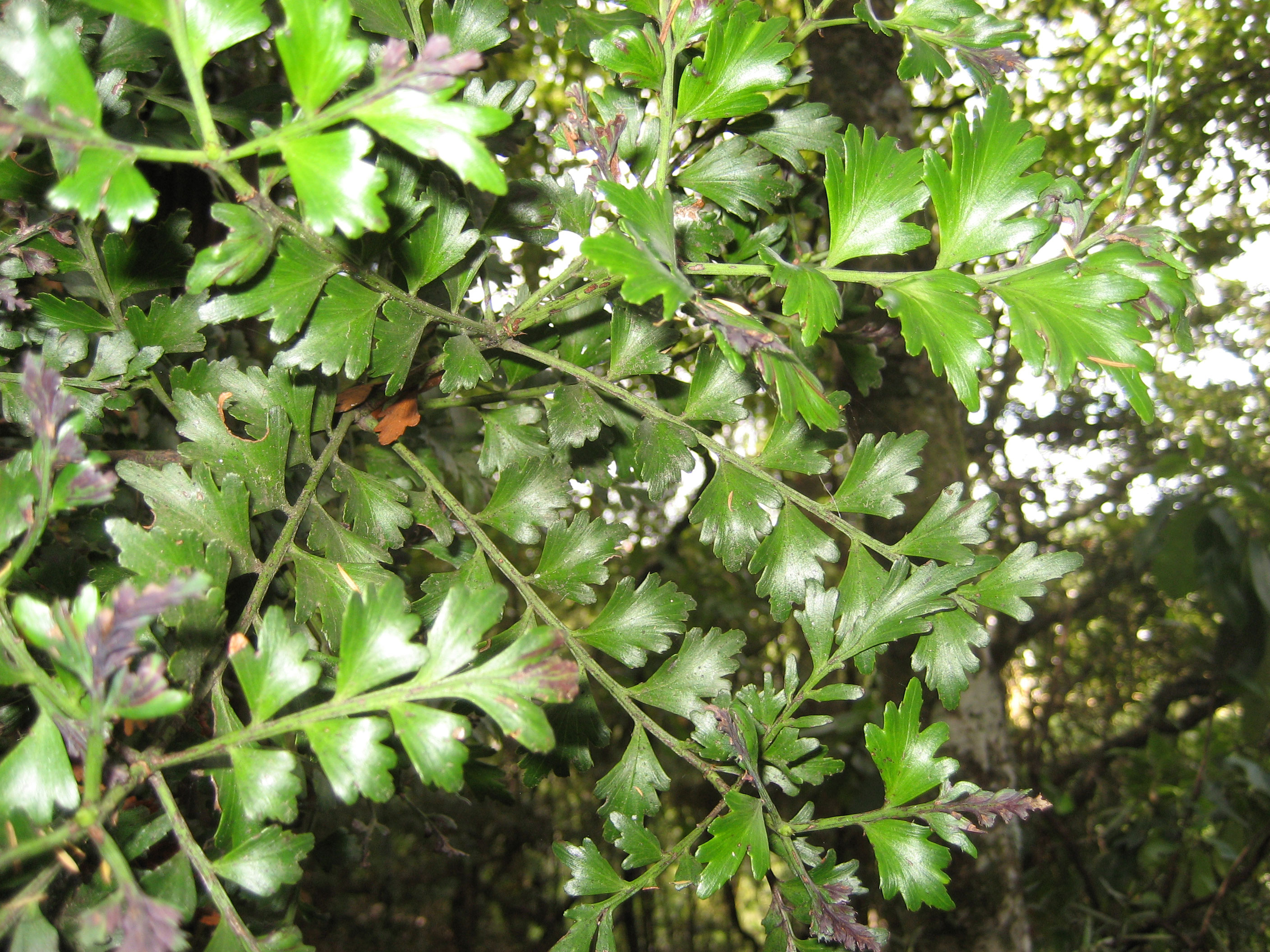